# Fotografie
Termenul de fotografie are o triplă semnificație în vorbirea curentă:
- este tehnica de a crea imagini sub acțiunea luminii;
- este o imagine obținută prin această tehnică;
- este o ramură a artei grafice care folosește această tehnică.

Fotografia este arta, aplicația și practica creării de imagini durabile prin înregistrarea luminii sau a altor radiații electromagnetice, fie prin intermediul unui senzor de imagine, fie prin intermediul unui material sensibil la lumină, cum ar fi filmul fotografic. Este utilizată în multe domenii ale științei, fabricării (de exemplu, fotolitografie) și în afaceri, precum și în utilizări mai directe pentru producția de artă, film și video, scopuri recreative, hobby și comunicare în masă. 
În mod obișnuit, o lentilă este utilizată pentru a focaliza lumina reflectată sau emisă de obiecte într-o imagine reală pe suprafața sensibilă la lumină din interiorul camerei, în timpul expunerii temporizate. Cu un senzor electronic de imagine, acesta produce o sarcină electrică la fiecare pixel, care este procesat electronic și stocat într-un fișier de imagine digitală pentru afișare sau prelucrare ulterioară. Rezultatul cu emulsie fotografică este o imagine latentă invizibilă, care mai târziu se "dezvoltă" chimic într-o imagine vizibilă, fie negativă, fie pozitivă în funcție de scopul materialului fotografic și de metoda de procesare. O imagine negativă pe film este utilizată în mod tradițional pentru a crea o imagine pozitivă pe o bază de hârtie, cunoscută sub numele de imprimare, fie prin utilizarea unui dispozitiv de mărire sau prin tipărirea de contacte.

## Etimologie
Cuvântul fotografie are la origine două cuvinte provenite din limba greacă: φῶς phōs care se traduce ca lumină și γραφις graphis care se traduce ca a scrie. Literalmente se poate traduce prin scriere cu lumină. În vorbirea curentă se mai folosește termenul de imagine foto.

## Istoric
Cele trei fenomene necesare obținerii imaginilor fotografice sunt cunoscute de mult timp:
- Încă de pe vremea lui Aristotel s-a știut cum se poate pune realitatea într-o cutie: este suficient să se facă o gaură într-o cutie închisă ca să apară o imagine reală inversată pe fondul interior al cutiei. Se obține astfel o așa-numită cameră obscură.
- Pe de altă parte, alchimiștii știau că lumina înnegrește clorura de argint.
- A treia contribuție a venit din partea lui John Herschel care în 1819 a descris proprietățiile hiposulfitului de sodiu, care va deveni "fixatorul" fotografiei.

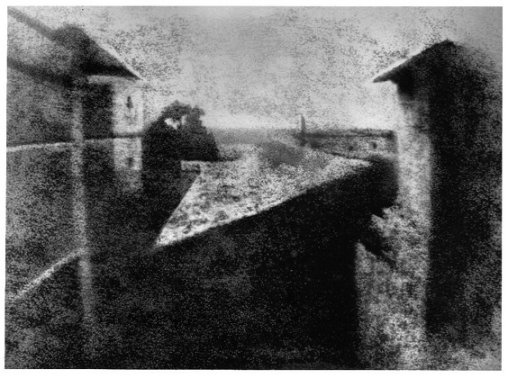
Prima experiență foto a lui Niépce

Joseph Nicéphore Niépce, un fizician francez, a folosit toate aceste trei proceduri pentru a fixa o imagine pe o plăcă metalică cu depunere de halogenură de argint (1829). Rezultatul a avut o calitate medie. Niépce (decedat 1833) a colaborat din 1829 cu Louis Daguerre pentru imbunătățirea metodei și substanțelor, dar data oficială a invenției fotografiei este 1839, când Daguerre a brevetat invenția numită de el „daghereotip” și a  fost cumpărată de guvernul  francez care a oferit-o tuturor gratuit la 19 august 1839.
Procedeeul lui Niepce consta în realizarea unei matrițe pe o placă metalică tratată cu o substanță fotosensibilă după o expunere de lungă durată (peste 8 ore). Copierea se făcea prin presarea matriței pe suportul de hârtie, similar procesului de tipărire. 
Această expunere lentă aduce cu sine câteva probleme: străzile Parisului, chiar și la o oră de vârf, apar în întregime goale. Tehnica va avansa însă rapid, noua invenție făcând să apară și o nouă meserie, aceea de fotograf, căutată în special de ziarele vremii.
Daguerotipia reușea înregistrarea imaginilor expuse timp de 20–30 de minute prin acoperirea plăcilor de cupru cu argint iodurat și fixarea cu săruri. 
În anul 1848, Felix Tournachon, cunoscut mai bine sub numele Félix Nadar, realizează prima fotografie aeriană, fotografiind Parisul din nacela unui aerostat (balon).
Dacă la început negativul (cunoscut și sub numele de "clișeu") se realiza pe o placă de cristal, pentru a nu avea deformări, placă foarte casabilă și care cerea o manipulare deosebită, prin dezvoltarea artei fotografice a apărut necesitatea unui suport fotosensibil mai ușor de manipulat decât cristalul.

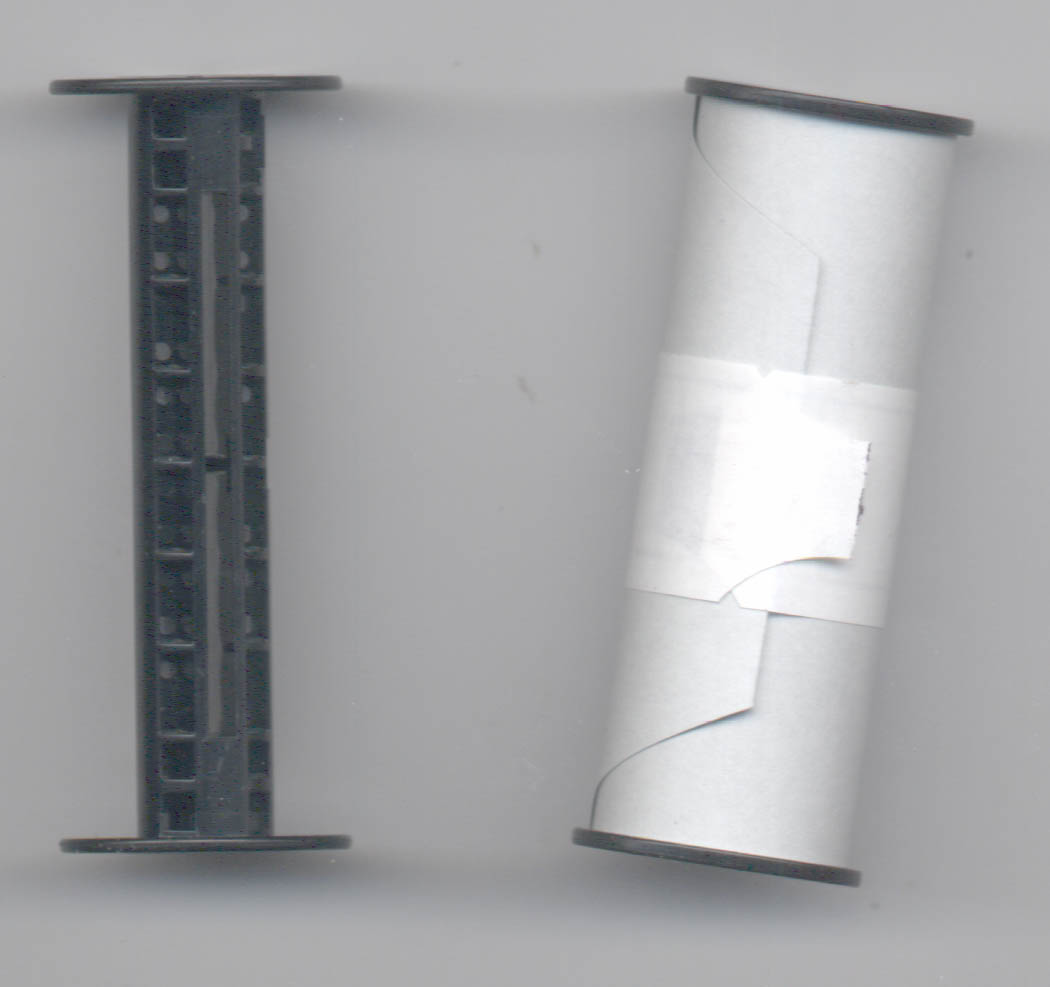
Roll film

George Eastman reușește în anul 1884 să realizeze primul negativ flexibil, pe un suport de nitroceluloză, cunoscut sub denumirea de "roll film", ușor de manipulat, incasabil și cu aceleași proprietăți fotografice ca și ale plăcii de cristal. Totodată, volumul și greutatea aparatului de fotografiat se micșorează considerabil, transportarea lui nemaifiind o problemă.

## Evoluție
În decursul timpului fotografia a evoluat foarte mult. Progresele au urmat trei direcții principale:
- reducera duratei de expunere / mărirea sensibilității filmului sau a plăcii;
- mărirea stabilității imprimării;
- simplificarea aplicării tehnicilor de fotografiat, datorită apariției:
  - aparatelor de fotografiat din ce în ce mai mici și mai ieftine
  - substanțelor chimice de developare și stabilizare a peliculei sensibile negative sau a suportului de carton pentru pozitive gata preparate de laboratoare specializate.

## Fotografia color

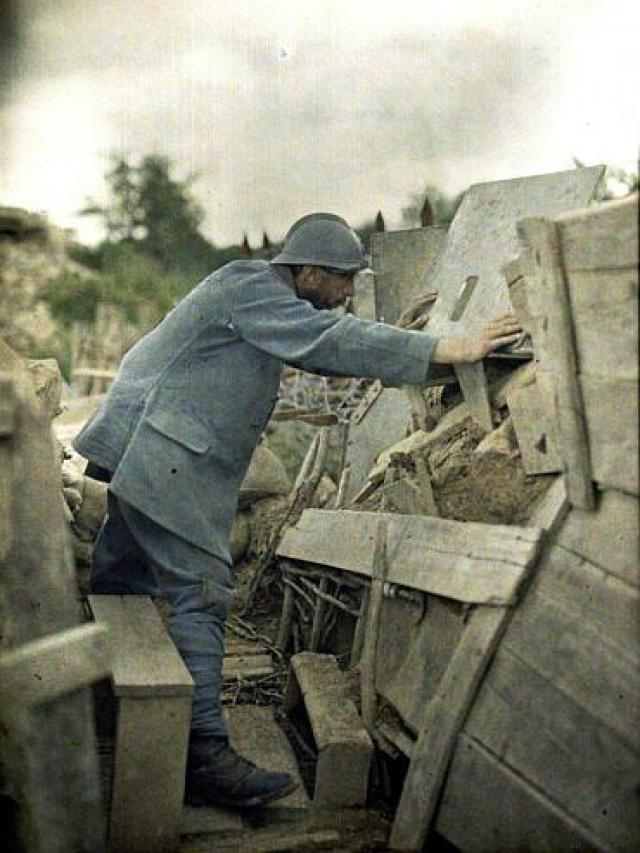
Fotografie color prin sistemul "autochrom"

Ideea de fotografie color a circulat încă de la apariția invenției. Primele experimente fotografice în culoare nu au avut succes, astfel de exemplu nu s-a putut împiedica decolorarea fotografiilor. Prima demonstrație de fotografie în culori permanente a fost făcută în 1861 de fizicianul James Clerk Maxwell. 
Primul sistem color, Autochrome Lumière, a apărut pe piață la 17 decembrie 1903. Acesta era un sistem de fotografie color transparentă. Fotografierea se făcea pe trei plăci fotografice alb/negru cu substanțe cromatice sensibile numai la culorile roșu, verde și albastru. Apoi cele trei fotografii transparente rezultante se suprapuneau, dând o fotografie color transparentă. 
Pelicula color de tip Kodachrome a apărut în 1935 și s-a bazat pe emulsii tricromatice. Majoritatea peliculelor color moderne, cu excepția "Kodachrome", se bazează pe o tehnologie dezvoltată de compania germană Agfa în 1936. 
Fotografia instantanee cunoscută sub numele de Polaroid a apărut în anul 1948, fiind pusă la punct de dr. Edwin Land, la început în alb/negru, iar din 1962 în culori.

## Fotografia digitală
Fotografierea tradițională a fost dificilă pentru fotografii ce lucrau departe de sediu (precum corespondenții de presă din străinătate), fără acces la facilități de procesare și transmitere. Pentru a ține pasul cu popularitatea crescândă a televiziunii, aceștia au făcut tot posibilul pentru a trimite imaginile lor la ziar cât mai repede. Fotojurnaliștii trimiși în locații distante trebuiau să își ia cu ei un mini-laborator foto și un aparat pentru cuplarea la liniile de transmitere a imaginilor. În 1990, compania Kodak a prezentat publicului DCS 100, primul aparat de fotografiat digital disponibil în comerț. Prețul său ridicat indica o utilizare numai în fotojurnalism și aplicații profesionale, dar încetul cu încetul și ramura digitală a fotografiei a devenit disponibilă în comerț.
În decurs de 10 ani aparatele de fotografiat digitale au devenit articole de consum uzuale. La ora actuală, răspândirea lor pe glob a depășit de mult predecesorul lor tradițional, deoarece prețul componentelor electronice scade permanent iar simultan se îmbunătățește și calitatea imaginilor digitale. 
În ianuarie 2004 Kodak a anunțat că nu va mai produce aparate foto reîncărcabile cu film de 35 mm începând de la finalul anului. Totuși, și fotografia "udă" va continua să existe, atâta timp cât artiști fotografici talentați și unii amatori vor dori să profite de posibilitățile ei multiple.
Aparatele foto digitale, telefoanele mobile și tabletele realizează fotografii digitale cu diferite setări.

## Tehnici fotografice
- Imagine digitală